# Departamento de San Carlos (Salta)
El departamento de San Carlos es uno de los 23 departamentos en los que se divide la provincia argentina de Salta. 

## Superficie y límites
El departamento posee 5125 km² y limita al este con el departamento La Viña, al sudeste con el departamento de Cafayate, al nordeste con el departamento de Chicoana, al norte con el departamento de Cachi, al oeste con el departamento de Molinos y al sur y sudoeste con la provincia de Catamarca.

## Población
Según el INDEC durante el censo argentino de 2010 la población del departamento fue de 7016 habitantes.
Para el censo 2022 el departamento registró 7798 habitantes. Esto representó un aumento en la cantidad de personas del 11,1%.

## Localidades y parajes
- Angastaco
- Animaná
- San Carlos
- El Barrial
- Jasimaná (3.842 m s. n. m.)
- La Angostura
- Mina Don Otto
- Monteverde
- Pucará
- Santa Rosa
- Amblayo
- Paraje Corralito
- Paraje San Antonio
- Payogastilla

- Paraje San Rafael

## Sismicidad
La sismicidad del área de Salta es frecuente y de intensidad baja, y un silencio sísmico de terremotos medios a graves cada 40 años